# Любенець (потік)
Любенець (Łubieniec) — гірський потік в Україні, у Богородчанському районі Івано-Франківської області. Правий доплив Бистриці Солотвинської (басейн Дністра).

## Опис
Довжина потоку 5 км. Формується безіменними струмками. Потік тече у гірському масиві Ґорґани.

## Розташування
Бере початок на північно-східних схилах гори Вапенька (791,5 м). Тече на північний схід і в селищі Солотвин впадає у річку Бистрицю Солотвинську, ліву притоку Бистриці.

## Цікавий факт
- У верхів'ї потоку розташований лісовий масив, у якому росте бук[3].